# Bernhard der Gute
Bernhard der Gute (* um 1170; † 28. Juli 1227 in Ane bei Coevorden) war Ritter, Kreuzfahrer und Diplomat aus der Familie der Horstmarer.
Er war Sohn Wigbolds von Horstmar, hatte aber als Zweitgeborener nach seinem Bruder Wilhelm keine Erbansprüche. Er schloss sich unter Friedrich Barbarossa dem Dritten Kreuzzug an und war an der Eroberung von Akkon 1191 beteiligt. Später kämpfte er auch noch während des Kreuzzugs von 1197 in der Schlacht von Sidon.
1214 wurde er Berater Kaiser Ottos IV., nachdem er dessen Leben in der Schlacht von Bouvines gerettet hatte. Danach war er Diplomat unter Kaiser Friedrich II. und trug zur Versöhnung verschiedener europäischer Parteien bei. Diese Karriere endete mit der Ermordung des Reichsverwesers Engelbert von Köln.
Im Alter von etwa 60 Jahren fungierte er als Diplomat für Grafen und Fürstbischöfe in seiner Heimatregion. Bei einem Bauernkrieg in der Drenthe kam er dem Fürstbischof von Utrecht mit einem Ritterheer zu Hilfe. In der Schlacht bei Ane (bei Coevorden) geriet er jedoch in einen Hinterhalt (1227) und wurde von den Bauern der Drenthe erschlagen.